# クルバン・トゥルム
クルバン・トゥルム（ウイグル語: قۇربان تۇلۇم、中国語: 库尔班·吐鲁木、1883年 - 1975年5月26日）は、「クルバンおじさん」（中国語: 库尔班大叔、英語: Uncle Kurban）としても知られている、中国新疆ウイグル自治区のケリヤのウイグル人。中国共産党政権によりウイグル人との融和の象徴として扱われている。
ケリヤ地区が人民解放軍により解放されたことを感謝して、自治区の首都・ウルムチまでロバに乗って行ったといわれており、ウルムチ政権のはからいで北京まで飛行機で行き、毛沢東主席に1958年6月28日に実際に会っている。現在、ケリヤの町の中心地およびこの地区の中心地・ホータン市の団結広場には、彼が毛沢東と握手している像が今でも建っている。 
毛沢東のこの会見については、「クルバンおじさん、どこへ行くの？」（中国語: 库尔班大叔您去哪儿？、英語: Where Are You Going, Uncle Kurban?）という歌が後に作られ、また「クルバンおじさんが北京へ上京」（中国語: 库尔班大叔上北京、英語: Uncle Kurban Visits Beijing）という映画が2002年に作られていて、中国では教科書に載っていることもあり、比較的よく知られている。

## 参照項目
- ホータンの観光地
- 中華人民共和国の政治宣伝 (Propaganda in the People's Republic of China、この歌を1項目として載せている)